# Tabernacolo di Rovezzano
Il tabernacolo di Rovezzano è una grande edicola affrescata situata in via Sant'Andrea a Rovezzano, nella periferia orientale di Firenze.

## Storia e descrizione
Il grande affresco staccato è attribuito a Niccolò di Pietro Gerini, ed è databile tra la fine del Tre e i primi anni del Quattrocento. 
La scena principale mostra la Madonna col Bambino in trono tra i santi Giovanni Battista, Caterina d'Alessandria, Barbara, Pietro e due angeli. Nell'arcone si trovano poi Gesù benedicente e due profeti entro medaglioni polilobati. Ai lati infine due gruppi di tre santi ciascuno. 
Il tabernacolo si trova su quella che anticamente era la via che portava a Pontassieve e Arezzo, poi surclassata dal nuovo tronco di strada chiamata via Aretina Nuova.

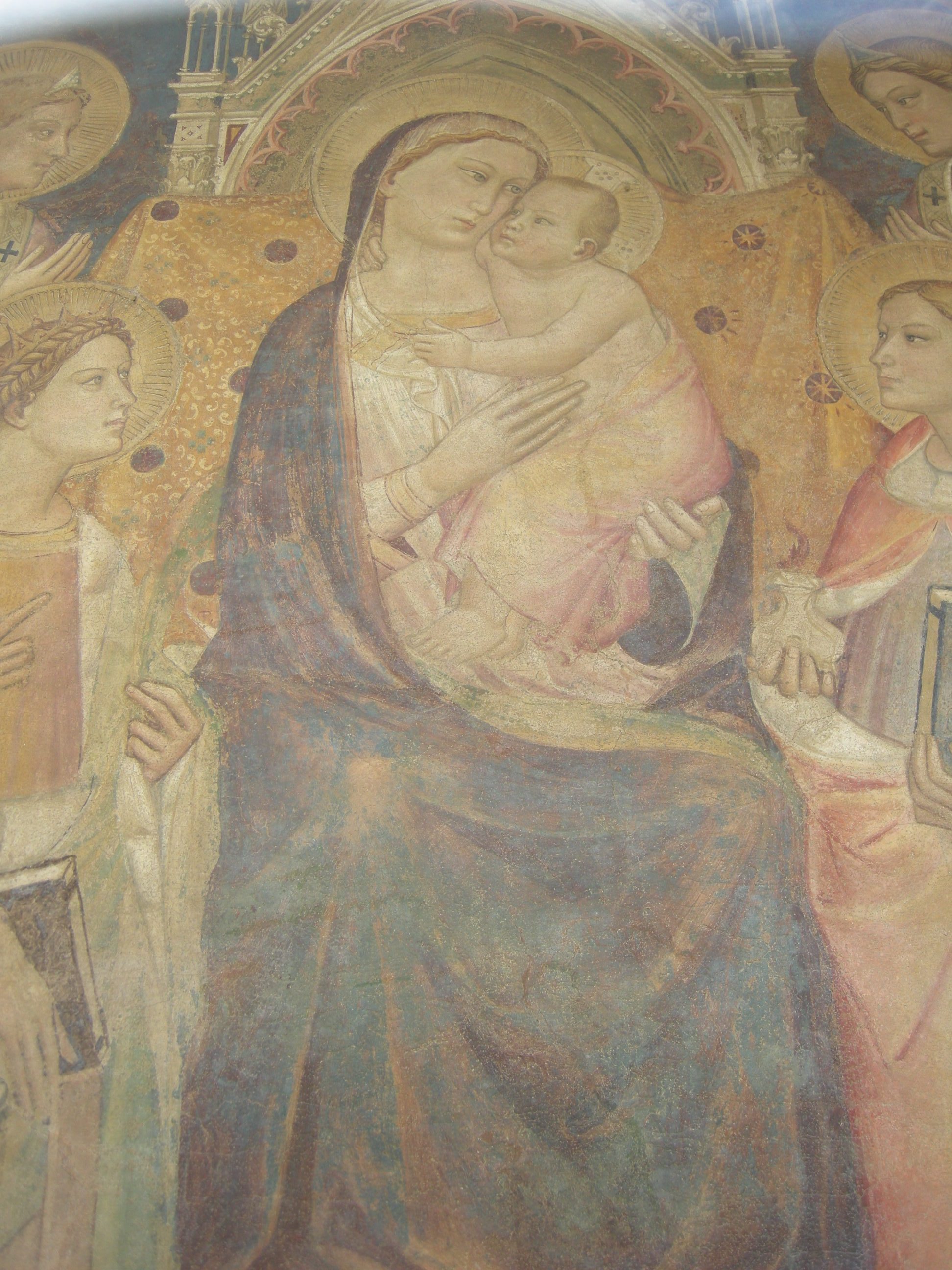
La Madonna col Bambino
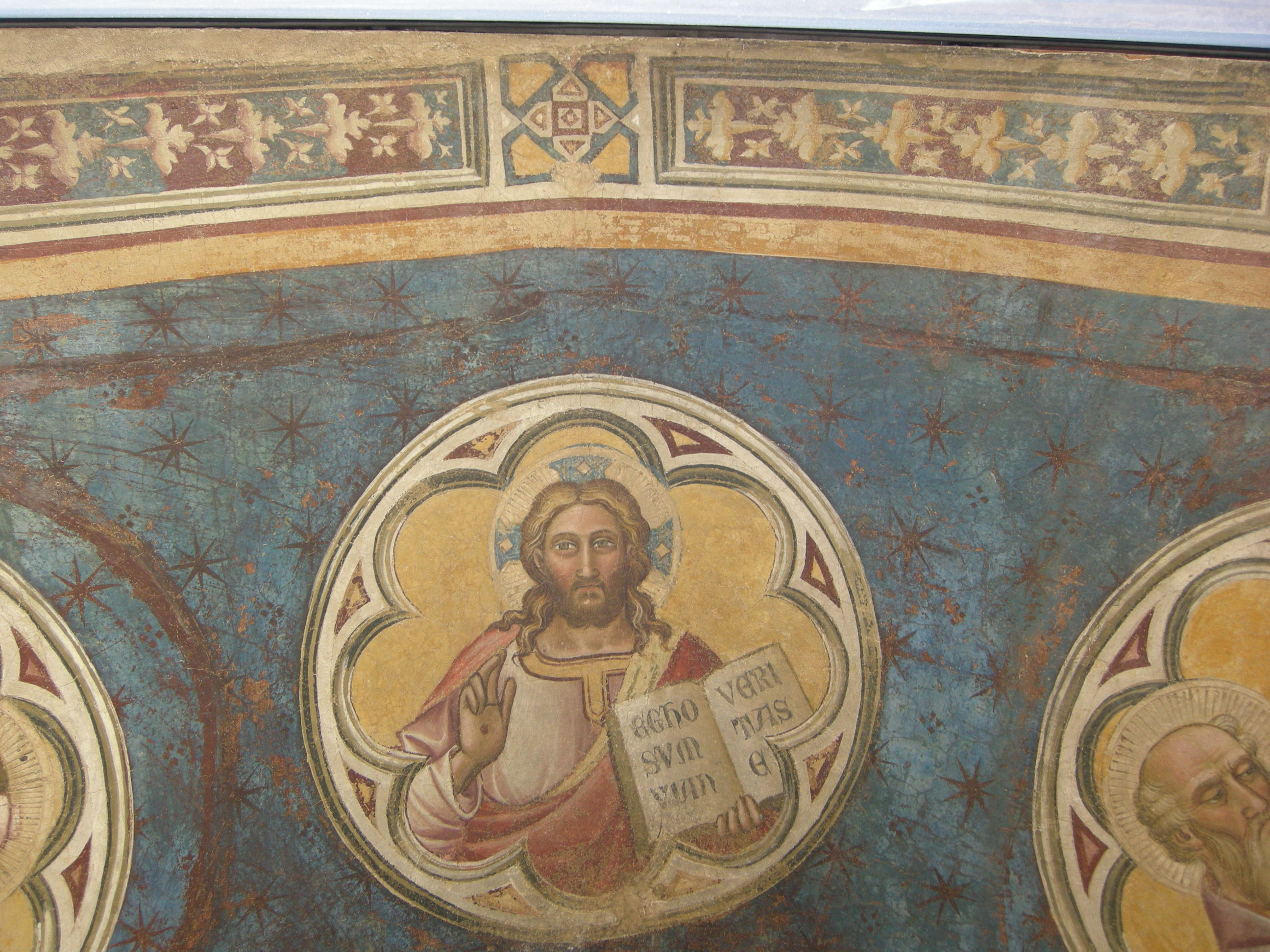
Gesù benedicente
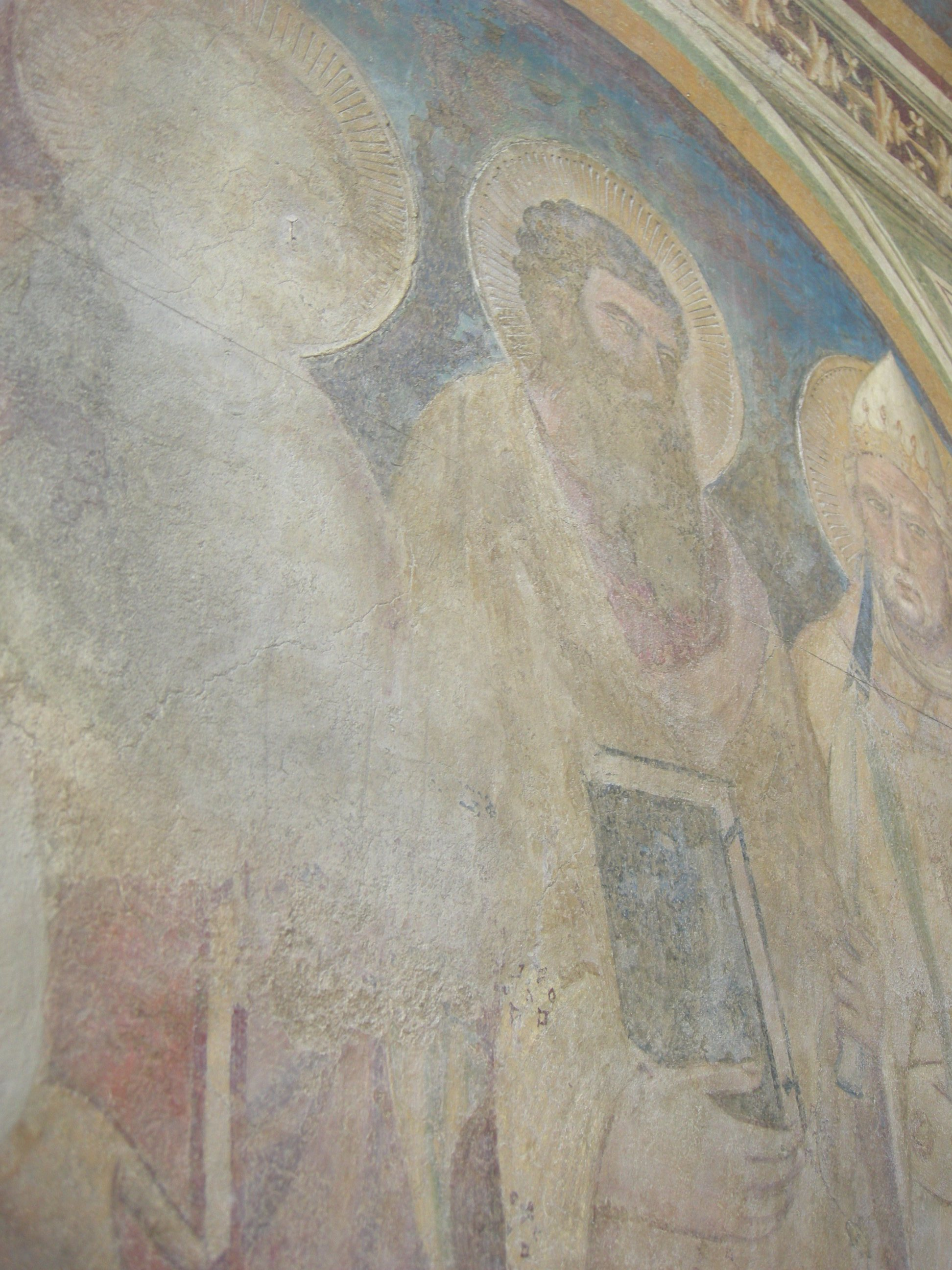
Santi di sinistra
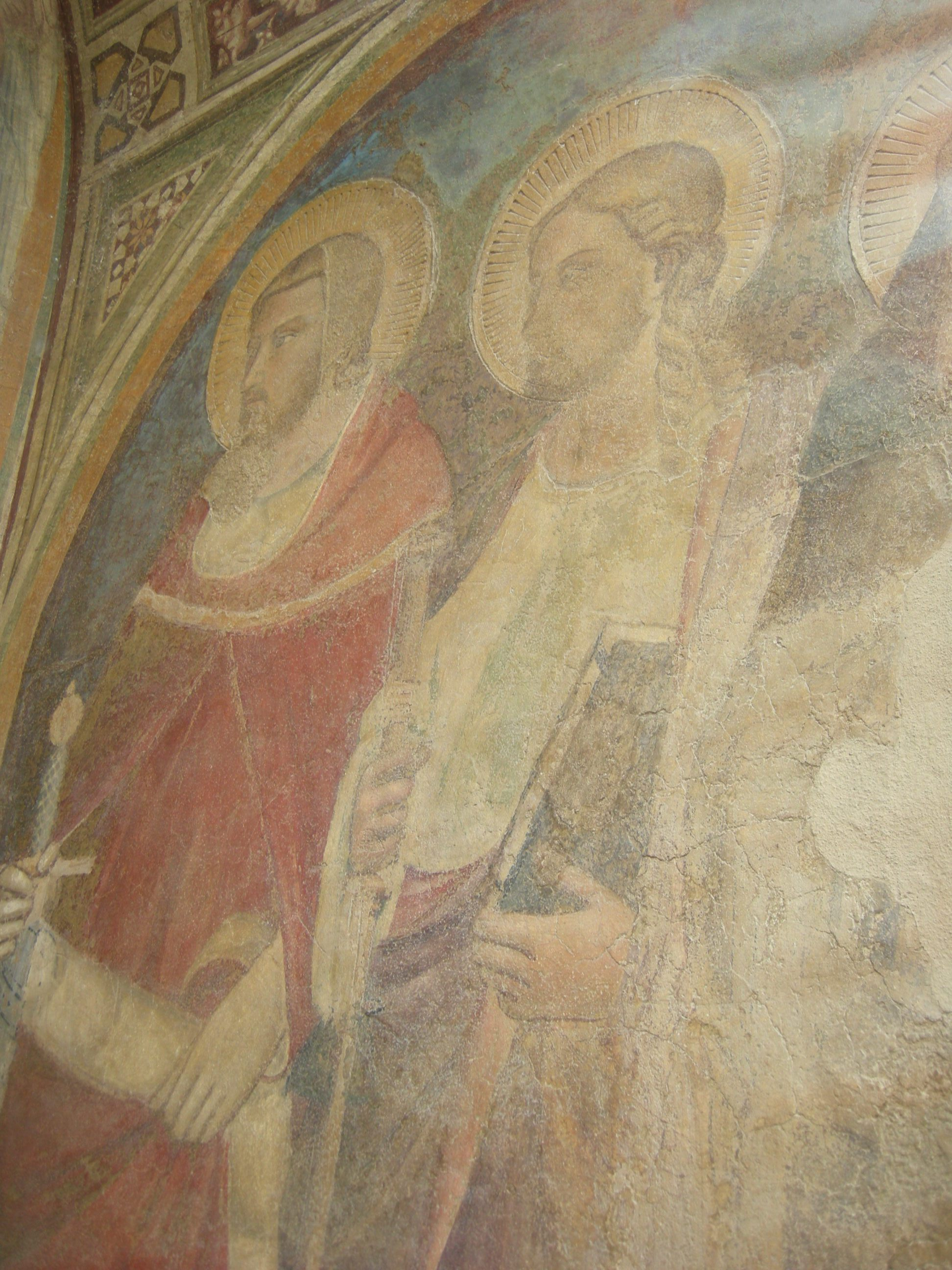
Santi di destra